# Amore a prima svista
Amore a prima svista (Shallow Hal) è un film del 2001 diretto dai fratelli Farrelly con protagonisti Gwyneth Paltrow e Jack Black.

## Trama
Harold, detto Hal, è un giovane scapolo superficiale con la passione per le belle donne, che tenta costantemente di conquistare malgrado il suo aspetto non proprio irresistibile. La sua vita cambia improvvisamente quando rimane bloccato in ascensore con Tony Robbins, un famoso guru dell'auto-miglioramento che lo sottopone ad una seduta di ipnosi dopo la quale avrà modo di vedere solo la bellezza interiore delle persone.
Inizia per lui un periodo di facili conquiste, senza rendersi conto che si tratta di donne dall'apparenza insignificante, fino all’incontro con Rosemary Sciannone, figlia del suo principale, della quale si innamora perdutamente: Hal vede infatti in lei una donna perfetta sotto ogni aspetto, senza rendersi conto che si tratta di una ragazza obesa e goffa che suscita spesso l'ilarità di chi la guarda.
Dopo un certo periodo, tuttavia, Mauricio, un amico di Hal, riesce a farlo rinsavire contattando Robbins e facendogli annullare l'ipnosi; Hal torna così a vedere il vero aspetto esteriore delle persone, facendo fatica a riconoscerle e inorridendo per Rosemary, che resta quindi ferita profondamente.
Hal viene quindi avvicinato dalla sua bellissima vicina di casa, incuriosita dal suo recente successo e che lui corteggiava da tempo, ma si rende presto conto dell'assoluto vuoto che c'è in questa donna. Compreso il suo errore, parte per ritrovare Rosemary, che sta per partire per un lavoro da volontaria a Kiribati che durerà poco più di un anno. Durante un ricevimento in suo onore, le chiede perdono in un toccante discorso in cui dichiara di amarla per la bellissima persona che è, aggiungendo che desidera partire con lei per condividere l'esperienza di volontariato. Commossa, Rosemary lo perdonerà e i due torneranno insieme.

## Produzione
I fratelli Farrelly hanno difeso la pellicola e la sua trama con i critici, sostenendo che era più di un semplice tipo di film "scherzo sul grasso" ed era invece uno che aveva un forte messaggio sulla "bellezza interiore".
Gwyneth Paltrow ha interpretato entrambi i ruoli, Rosemary magra e grassa (tranne un paio di primi piani di Rosemary grassa sotto il collo, che sono state interpretate dalla sua controfigura Ivy Snitzer), e ha dovuto indossare una tuta apposita e trucco protesico incapsulante. Da allora ha ammesso che non le è piaciuto prendere parte alla produzione del film, in particolare temendo di dover indossare l'abito e il trucco. Gli effetti del trucco protesico e le tute per Rosemary, la madre di Rosemary, e tutti i personaggi secondari sono stati progettati e creati da Tony Gardner e dalla sua azienda Alterian, Inc.

## Distribuzione
Come titolo italiano era stato scelto dapprima L'amore è cieco, come in Spagna (Amor ciego) e Portogallo (O Amor É Cego), mentre in Francia si preferì L'amore extra large (L'Amour extra-large).
In Italia il film uscì il 12 aprile 2002.
Nell'edizione italiana il cognome di Rosemary è stato cambiato dall'irlandese Shanahan ad un italoamericano Sciannone: suo padre parla di conseguenza con accento meridionale. Anche il nome del personaggio interpretato da Jack Black cambia da Hal a Harold.

## Accoglienza

### Incassi
Nel suo weekend di apertura al botteghino statunitense, Amore a prima svista ha incassato 22,5 milioni di dollari, aprendo al secondo posto dietro Monsters & Co.. Ha incassato un totale di 141,1 milioni di dollari, di cui 70,7 milioni negli Stati Uniti.

### Critica
Il film ha ricevuto recensioni contrastanti da parte della critica. Il sito web di recensioni Rotten Tomatoes dà al film una valutazione del 49%, basata su 129 recensioni, e una valutazione media di 5,5/10. Il consenso critico del sito recita: "Sebbene sia sorprendentemente più dolce e caloroso delle precedenti opere di Farrelly, Amore a prima svista è anche meno divertente e più blando".
Secondo Claudia Morgoglione de la Repubblica il film era una variazione sul tema grasso è bello ma rivisitato nello stile non troppo buonista dei registi di Tutti pazzi per Mary.

## Riconoscimenti
- Teen Choice Awards[17]
  - 2002: Choice Movie: Commedia
  - 2002: Choice Movie: attore comico (Jack Black)
  - 2002: Choice Movie: Attrice comica (Gwyneth Paltrow)